# Jack Lovelock
John „Jack” Edward Lovelock (ur. 5 stycznia 1910 w Crushington, zm. 28 grudnia 1949 w Nowym Jorku) – nowozelandzki lekkoatleta średniodystansowiec, mistrz olimpijski.
Urodzony jako syn brytyjskich emigrantów, studiował medycynę na Uniwersytecie Otago, a potem w Exeter College na Uniwersytecie Oksfordzkim.
W 1932 ustanowił rekord Imperium Brytyjskiego w biegu na 1 milę. Startował na igrzyskach olimpijskich w 1932 w Los Angeles, gdzie zajął 7. miejsce w finale biegu na 1500 metrów. W 1933 ustanowił rekord świata w biegu na 1 milę - 4:07,6. W 1934 zwyciężył na tym dystansie na igrzyskach Imperium Brytyjskiego w Londynie.
Zdobył złoty medal na 1500 m na igrzyskach olimpijskich w 1936 w Berlinie bijąc rekord świata czasem 3:47,8. Drugi na mecie Glenn Cunningham z USA także osiągnął czas lepszy od rekordu świata.
Od 1945 pracował jako lekarz w New York Hospital for Special Surgery w Nowym Jorku. W 1949 na stacji metra nowojorskiego Church Avenue doznał zawrotów głowy, a następnie wpadł pod nadjeżdżający pociąg ponosząc śmierć na miejscu.